# Individual Thought Patterns
Albums de Death
Fate: The Best of Death
(1992) Symbolic
(1995)
Individual Thought Patterns est le cinquième album de Death sorti en 1993.
Sur un plan stylistique, cet album continue d'étendre le style progressif introduit sur Human. Plus que sur d'autres albums de Death, Chuck partagea ses solos avec le second guitariste, Andy LaRocque. C'est aussi le premier des deux albums de Death où figure le batteur très réputé Gene Hoglan, et le dernier où joue le bassiste Steve DiGiorgio.
Le titre The Philosopher fut décliné sous forme de clip et diffusé sur MTV.
Le site Metal-rules.com , a classé Individual Thought Patterns comme le 100e meilleur album de heavy metal de tous les temps , mais aussi le 11e meilleur album de metal extrême de tous les temps.  L'album est également présent dans le Top 20 des albums de metal du magazine Guitar Player.
En 2002, l'album avait été vendu à plus de 66 000 unités aux États-Unis.

## Liste des morceaux
1. Overactive Imagination – 3:28
2. In Human Form – 3:55
3. Jealousy – 3:39
4. Trapped in a Corner – 4:11
5. Nothing Is Everything – 3:16
6. Mentally Blind – 4:45
7. Individual Thought Patterns – 4:00
8. Destiny – 4:04
9. Out of Touch – 4:19
10. The Philosopher – 4:10

## Credits
- Chuck Schuldiner - guitare, chant, production
- Gene Hoglan - batterie
- Andy LaRocque - guitare
- Steve DiGiorgio - basse fretless
- Scott Burns - production